# NGC 1278
NGC 1278 je galaksija u zviježđu Perzej.

## Vanjske poveznice
- SEDS: NGC 1278